# لواسة أرجنتينية
لواسة أرجنتينية (الاسم العلمي: Loasa argentina) هي نوع من النباتات تتبع جنس اللواسة من الفصيلة اللواسية.